# Anderson Paak
Anderson Paak, rodným jménem Brandon Paak Anderson, (* 8. února 1986) je americký rapper a zpěvák. Hudbu začal produkovat ze svého domova v době, kdy docházel na střední školu. Později hrál na bicí v kostele, kde potkal svou budoucí manželku. Jejich manželství se po několika letech rozpadlo a Anderson se věnoval vyučování na hudební škole, kde potkal svou druhou manželku. Později pracoval na farmě s marihuanou a později žil se svou ženou a dítětem na ulici. Později pracoval v Los Angeles na svém debutovém albu a také byl bubeníkem v kapele zpěvačky Haley Reinhart. V roce 2013 vydal EP nazvané Cover Art, které bylo složené z coververzí starších písní. Zpočátku vystupoval pod pseudonymem Breezy Lovejoy, později si jej změnil na Anderson Paak (často stylizováno jako Anderson .Paak). Své první album pod tímto jménem, které dostalo název Venice, vydal v roce 2014. Spolu s producentem Knxwledgem působí v duu NxWorries. Během své kariéry spolupracoval s mnoha hudebníky, mezi něž patří například Eminem, Snoop Dogg, Kendrick Lamar, Mac Miller, Bruno Mars, Dr. Dre, André 3000, Rick Ross, Nas, Pusha T, The Game, Busta Rhymes, Cordae, Q-Tip, ScHoolboy Q, Domo Genesis a Chance the Rapper.